# Frans Stapert
Franciscus (Frans) Stapert (Sittard, 1957 – Grathem, 20 december 2002) was een Nederlands slavist, uitgever en vertaler.
Frans Stapert studeerde begin jaren tachtig Slavische talen aan de Universiteit van Amsterdam en werkte daarna als vertaler freelance voor de Nederlandse radio- en televisie. Begin jaren negentig richtte hij zijn eigen uitgeverij op, genaamd Uitgeverij MBondi. 
Door Uitgeverij MBondi werden verschillende interessante werken op de markt gebracht zoals de boeken Zangezi, van de schrijver Velimir Chlebnikov, De koffer van Sergej Dovlatov, en een dubbel-cd met werk van Johnny van Doorn, getiteld Oorlog en Pap.
Na zijn vroegtijdige dood in 2002 werd de uitgeverij ondergebracht als fonds bij de Amsterdamse uitgeverij Pegasus.